# Лунинська сільська рада
Лунинська сільська́ ра́да (біл. Лунінскі сельсавет) — адміністративно-територіальна одиниця у складі Лунинецького району Берестейської області Білорусі. Адміністративний центр — село Лунин.

## Склад
Населені пункти, що підпорядковувалися сільській раді станом на 2009 рік:
| Населений пункт | Тип    | Населення, осіб (2009) |
| --------------- | ------ | ---------------------- |
| Вулька-1        | село   | 1055                   |
| Дубовка         | село   | 488                    |
| Лобча           | село   | 667                    |
| Лунин           | село   | 1472                   |
| Мелесниця       | село   | 28                     |
| Поліський       | селище | 1067                   |

## Населення
За переписом населення Білорусі 2009 року чисельність населення сільської ради становила 4777 осіб.

### Національність
Розподіл населення за рідною національністю за даними перепису 2009 року:
| Національність               | Осіб | Відсоток |
| ---------------------------- | ---- | -------- |
| білоруси                     | 4635 | 97,03 %  |
| росіяни                      | 70   | 1,47 %   |
| українці                     | 55   | 1,15 %   |
| поляки                       | 5    | 0,10 %   |
| національність не вказана    | 3    | 0,06 %   |
| литовці                      | 2    | 0,04 %   |
| німці                        | 2    | 0,04 %   |
| азербайджанці                | 1    | 0,02 %   |
| грузини                      | 1    | 0,02 %   |
| мордва                       | 1    | 0,02 %   |
| удмурти                      | 1    | 0,02 %   |
| дві та більше національності | 1    | 0,02 %   |
| Разом                        | 4777 | 100 %    |